# Заборське
Заборське (словац. Záborské) — село в Словаччині, Пряшівському окрузі Пряшівського краю. Розташоване в центральній частині східної Словаччини, у Кощицькій улоговині в долині притоки Ториси.
Уперше згадується у 1304 році.
У селі є римо-католицький костел із 14 століття, палац-садиба з 1614 року в стилі ренесансу, у 1799 році перебудований у стилі бароко.

## Населення
| Рік:            | 1994. | 2004.    | 2014.    | 2024.    |
| --------------- | ----- | -------- | -------- | -------- |
| Кількість осіб: | 404   | 509      | 711      | 1219     |
| Різниця:        |       | +25,99 % | +39,68 % | +71,44 % |

| Рік:            | 2023. | 2024.   |
| --------------- | ----- | ------- |
| Кількість осіб: | 1204  | 1219    |
| Різниця:        |       | +1,24 % |

У селі проживає 753 особи.